# Faye Wattleton
Faye Alyce Wattleton (Saint Louis, 8 luglio 1943) è un'attivista statunitense e la prima presidente afroamericana (e la più giovane) del Planned Parenthood statunitense (1978-1992).
Attualmente è presidente del Center for the Advancement of Women e fa anche parte del consiglio di amministrazione della Columbia University. È nota per i suoi contributi alla pianificazione familiare all'United States pro-choice movement.

## Biografia
La Wattleton è nata a St. Louis, nel Missouri nel 1943.
I suoi genitori erano migrati tra la fine degli anni trenta e l'inizio degli anni quaranta dal Profondo Sud.
La madre, Ozie Garrett Bell, faceva la sarta. Era nata nel 1915 nella provincia rurale del Mississippi, prima figlia femmina dopo 4 maschi e, dopo la sua nascita, seguirono altri 4 figli. A 17 anni si sentì "chiamata da Dio" e diventò ministro della Church of God (Anderson, Indiana), una chiesa fondamentalista con sede principale a Anderson (Indiana), con regole di vita severe: ad esempio vietava il fumo, bere alcolici, ballare e andare al cinema.
Il padre, George Wattleton, era agricoltore e proveniva dall'Alabama.
Faye studiò all'Ohio State University nella città di Columbus dall'età di 17 anni, mantenendosi agli studi lavorando in un ospedale per bambini.
Conseguì un diploma in infermieristica, nel 1964 e il Master of Science in cure materne e infantili, con la certificazione di infermiera-ostetrica presso la Columbia University nel 1967.
Insegnò nella scuola per infermieri del Miami Valley Hospital a Dayton (Ohio) per due anni, fino al 1970.
Nel suo lavoro venne a contatto con donne e ragazze che si trovavano con gravidanze non desiderate o aborti illegali.
Nel 1970 fu nominata direttrice del Dayton's Planned Parenthood Association e si è occupata della legalizzazione dell'aborto. Fu criticata da alcuni afroamericani per la sua scelta a favore dell'aborto perché poteva abbassare il tasso di natalità tra i neri, e quindi indebolire la loro etnia. Lei tuttavia respinse le accuse, insistendo che era a favore di una maternità consapevole, non dell'aborto, e che la sua principale preoccupazione era la qualità della vita dei nascituri. Nel 1973 la Corte Suprema aveva sostenuto il diritto delle donne all'aborto con la sentenza del processo Roe contro Wade e la Wattleton si impegnò per evitare che i movimenti pro-life ribaltassero quel verdetto.
Nel 1978 divenne presidente della Planned Parenthood Federation of America, prima donna e prima persona di colore a ricoprire tale carica.
Negli anni ottanta esercitò pressioni sul Senato degli Stati Uniti per respingere la politica del presidente Ronald Reagan, contrario all'aborto.
Quando i manifestanti pro-life picchettavano le cliniche abortiste e bloccavano le entrate di Planned Parenthood, la Wattleton chiese che il governo federale permettesse l'accesso alle strutture dell'organizzazione. La prova di forza divenne così intensa che Faye cominciò a ricevere lettere minatorie e minacce di morte. Anche nell'organizzazione Planned Parenthood non tutti erano d'accordo con la Wattleton e pensavano che più che sull'aborto si doveva insistere su una consapevole pianificazione familiare, divulgando e rendendo disponibili i metodi contraccettivi. Nel 1996 la Wattleton lasciò la presidenza dell'organizzazione. Si trasferì a Chicago, collaborando a programmi televisivi e scrivendo un libro sulla sua direzione della Planned Parenthood: Life on the Line.
Nel 1973 ha sposato Franklin Gordon, un assistente sociale e musicista, da cui, due anni più tardi, ha avuto una figlia, Felicia. Hanno divorziato quando Felicia aveva sei anni.
Nel 1986 l'American Humanist Association l'ha nominata Humanist of the Year.
Nel 1990 la Wattleton, insieme a 15 altre donne e uomini afro-americani, formarono l'associazione African-American Women for Reproductive Freedom.
Nel 1992 ha vinto il Margaret Sanger Award, e l'anno successivo è stata inclusa nella National Women's Hall of Fame.
È membro dell'associazione Alpha Kappa Alpha, Sorority.
Ha ricevuto 14 lauree honoris causa.
Ha fatto parte del Board of Directors di varie imprese. Tra queste: The Estee Lauder Companies Inc. (dal 1995 al 2003). e la Alvarez & Marsal di New York.